# Louis Gray
Pour les articles homonymes, voir Gray.
Louis Gray (né le 10 novembre 1905 à Richmond-sur-la-Tamise et mort le 9 juillet 1965 à Northwood) est un physicien britannique. Il a donné son nom au gray, unité dérivée du Système international.

## Biographie
Il grandit dans un environnement défavorisé. Son père, taciturne, emmenait son fils unique dans de longues promenades dominicales. Ils se livraient à des défis de calcul mental. Il apprit de sa mère les travaux domestiques et manuels. Une tante lui apprit un jour comment fabriquer une bibliothèque à partir de vieilles planches de bois. Ce fut le début d'une longue passion qui accompagna Gray jusqu'à la fin de sa vie.
À l'école, il montra un vif intérêt pour les sciences naturelles et les mathématiques. Il s'intéressa moins aux langues, apprenant le latin dans le but d'enrichir son vocabulaire technique et le français pour accéder aux spécialistes latinistes.
À 13 ans, Hal, comme il était appelé par ses camarades, obtint pour ses bons résultats une bourse pour aller étudier au pensionnat renommé du Christ's Hospital. Il ne voyait alors ses parents que lors des congés scolaires. 
À 18 ans, Gray était fasciné par la physique nucléaire, une discipline n’ayant vu le jour que quelques années plus tôt à l'université de Cambridge lorsqu’Ernest Rutherford défricha cette discipline expérimentale. Rutherford était un héros national pour les Britanniques et, de fait, Gray fut convaincu de son succès lorsque le jour de Noël 1923, il reçut une bourse universitaire pour aller étudier à Cambridge au Trinity College, là où enseignait Rutherford.
À Trinity College, Gray étudia la physique, les mathématiques et la chimie.
Ayant réussi le second cycle en sortant premier de sa promotion, il lui fut accordé le grand privilège de devenir membre du très fameux laboratoire Cavendish à Cambridge. Les physiciens britanniques les plus en vue de l'époque enseignaient alors à Cavendish : Joseph John Thomson (1856-1940), découvreur de l'électron et Sir James Chadwick (1891-1974), découvreur du neutron.
Gray débuta ses travaux de thèse en 1924 en étudiant systématiquement les effets sur la matière de chaque type de radiation connu à l'époque. Puis il se tourna vers l'élaboration d'une expérience permettant de mesurer le rayonnement cosmique, encore largement inconnu.
Il obtint son doctorat au laboratoire Cavendish en 1930.
Le principe de la chambre à cavité, connu aujourd'hui comme le principe de Bragg-Gray, a été formulé par Gray en collaboration avec William Lawrence Bragg qui avait succédé à Rutherford.
Gray se pencha également sur l'absorption des rayons gamma énergétiques.
C'est à Cambridge qu'il rencontra celle qui deviendra sa femme, Frieda, une jeune fille aveugle qui faisait des études de théologie méthodiste.
Gray trouvait la recherche scientifique sur la physique nucléaire passionnante, mais il souhaitait être utile et appliquer sa connaissance pour le bien-être de l'humanité. Il s'intéressait vivement aux progrès de la médecine nucléaire naissante qui développait des méthodes de traitement de tumeurs cancéreuses à l'aide de rayonnements ionisants. Le Mount Vermont Hospital (en) situé à Northwood, dans la banlieue de Londres, était l'institution pionnière dans le domaine, et lorsque Gray apprit en 1933 que cet hôpital cherchait un physicien pour mesurer des rayonnements de radium et de rayons X et étudier leurs effets sur les tissus biologiques, il se présenta sans hésiter même si le salaire proposé était bien moindre que celui dont il bénéficiait à Cambridge. 
La radiobiologie, mélangeant biologie, médecine et physique, était une discipline naissante à cette époque. La contribution qu'y apporta Gray fut la base nécessaire dont elle avait besoin.
L'outil le plus important dont Gray disposait était un générateur de neutrons de 400 kV, avec lequel il pouvait mesurer directement les effets des rayonnements sur les tissus biologiques. Il accumula une quantité gigantesque de données durant une période de sept ans. Ces données eurent une valeur inestimable pour le développement de la radiothérapie des cancers.
Durant la Seconde Guerre mondiale, Gray refusa une invitation pour travailler sur les neutrons à Cambridge. Il refusait de participer à de la recherche militaire.
Après la guerre, Gray obtint un poste à l’institut de recherche sur les radiothérapies de l’hôpital Hammersmith à Londres où on lui offrait l'occasion de construire un puissant cyclotron. Cet accélérateur lui permit de nouveaux progrès dans la compréhension des effets biologiques des rayonnements. Son objectif était d'intensifier l'effet du rayonnement au niveau des cellules tumorales, tout en épargnant les cellules saines voisines.
Après des dissensions avec le directeur de l'institution, Gray interrompit ses recherches à l’hôpital Hammersmith en 1954.
Il retourna alors à Northwood, où le premier institut de radiobiologie au monde fut construit selon ses plans. Il porte désormais son nom (Gray Laboratory of the Cancer Research Campaign).
L'institut de recherche était équipé avec le matériel le plus moderne et offrait des conditions de travail idéales. 
Le principal but de ses recherches fut alors l'étude de l'« effet de l'oxygène », c'est-à-dire de l'influence de l'oxygène sur la radiosensibilité des cellules et l'intérêt éventuel de l'utilisation de gaz inertes comme mesure de protection.
La nouvelle méthode de spectroscopie par résonance de spin de l'électron fut également étudiée en détail.
Le travail de Gray était reconnu largement par les experts du domaine et de nombreuses organisations et comités d'experts lui demandaient sa participation ou bien des conseils.
Le British Institute of Radiology l'élit comme président. Gray reçut le prix Röntgen ainsi que la médaille Faraday de la Royal Society pour ses contributions dans le domaine de la recherche sur les rayonnements.
En 1958, il est nommé vice-président de la Commission internationale des unités radiologiques, président du British Units Committee, président de l'Association des recherches sur les radiations, président du Conseil de la recherche médicale, sous-comité des particules lourdes.
Il obtient la médaille Barclay en 1960. En 1961, il entre à la Royal Society.
Qui d'autre que Louis Harold Gray, le père de la radiobiologie, pouvait être choisi pour présider le congrès international de l'International Association for Radiation Research à Harrogate en 1962 ?
La préparation de ce congrès dura trois ans. Le travail demanda trop d'énergie à cet ambitieux ; peu de temps avant la fin du congrès, Gray eut une attaque, dont il ne se remit jamais pleinement.
Il mourut le 9 juillet 1965 à Northwood. Ses cendres furent emportées sur la petite île d'Aurigny, le « paradis vert » de Louis Harold Gray.

## Hommages
Le nom de Gray est désormais utilisé partout dans le monde en tant qu'unité du système international d'unités. Le gray (Gy) est l'unité de la dose absorbée, de l'énergie spécifique et du kerma (kinetic energy in matter) : « 1 gray est la dose d'énergie absorbée par un milieu homogène d'une masse de 1 kg lorsqu'il est exposé à un rayonnement ionisant apportant une énergie de 1 joule, 1 Gy = 1 J/kg. »